# Parmotrema laciniellum
Parmotrema laciniellum är en lavart som först beskrevs av L. I. Ferraro & Elix, och fick sitt nu gällande namn av O. Blanco, A. Crespo, Divakar, Elix & Lumbsch. Parmotrema laciniellum ingår i släktet Parmotrema och familjen Parmeliaceae.   Inga underarter finns listade i Catalogue of Life.